# Schluchtensteig
Der Schluchtensteig ist ein Fernwanderweg durch den Südschwarzwald von Stühlingen nach Wehr. Der 119 Kilometer lange Weg ist in sechs Tagesetappen eingeteilt. Die beste Wanderzeit ist von Mai bis Oktober; mit dem ersten Schnee wird seine Begehung besonders in den steilen Schluchtabschnitten nicht mehr empfohlen.
Der Schluchtensteig ist durchgängig mit der Schluchtensteigraute des Schwarzwaldvereins gekennzeichnet, die dann auch auf den Abschnitten zwischen den Wegkreuzungen angebracht ist. Der Schluchtensteig erfüllt die Kriterien des Prädikats „Qualitätsweg Wanderbares Deutschland“ des Verbands Deutscher Gebirgs- und Wandervereine. Über 50 Prozent der Strecke verlaufen auf naturbelassenen Wegen, lediglich 16,4 Prozent der Strecke sind asphaltiert. Die Wanderbeschilderung wird durch die Ortsgruppen des Schwarzwaldvereins sichergestellt.

## Geschichte
Der Schluchtensteig entstand als Kooperationsprojekt, an dem alle Gemeinden entlang der Wanderroute, der Schwarzwaldverein, der Trägerverein des Naturparks Südschwarzwald, des Landkreises Waldshut und die Schwarzwald Tourismus GmbH beteiligt waren. Die Wanderstrecke wurde 2006 projektiert und 2007 angelegt und ausgeschildert; 2008 ging der Schluchtensteig mit einer offiziellen Einweihung am 5. Juni in seine erste Saison. Seit 2012 gehört der Weg zur Marketingkooperation Top Trails of Germany. Die alle drei Jahre notwendige Nachzertifizierung als Prädikatswanderweg erfolgte zuletzt 2019.

## Kurzbeschreibung
Mit einer Länge von 119 km verläuft der Schluchtensteig von Stühlingen durch die Wutachschlucht und über Lenzkirch zum Schluchsee. Er passiert den Dom zu St. Blasien, überquert die hügeligen Hochflächen von Dachsberg und Ibach und windet sich schließlich von Todtmoos durch das Wehratal dem Ziel in Wehr entgegen.
Sehenswert entlang der Strecke sind insbesondere:
- das Naturschutzgebiet Wutachschlucht, das bereits 1939 als solches ausgewiesen wurde,
- das Flusskraftwerk Stallegg als Badens ältestes Kraftwerk,
- der Schluchsee, größter See des Hochschwarzwaldes,
- der Dom St. Blasien,
- das Hochtal und die Hochmoore bei Ibach.

## Tagestouren/Etappen

### Erste Etappe: Stühlingen – Blumberg

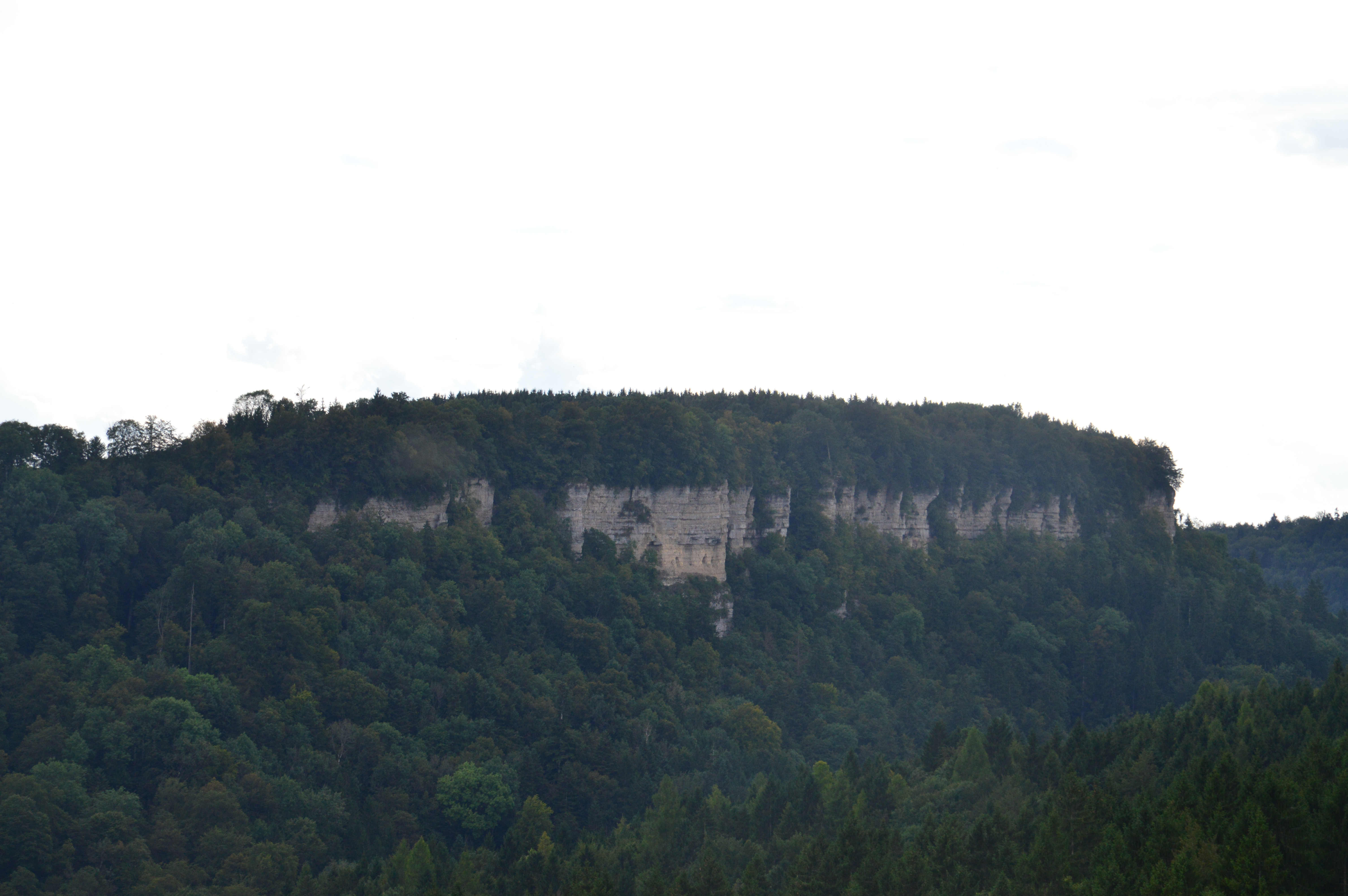
Die Grimmelshofener Flüh von Norden. Blick von der Kanzel am oberen Flüheweg in der ersten Etappe des Schluchtensteigs

#### Übersicht

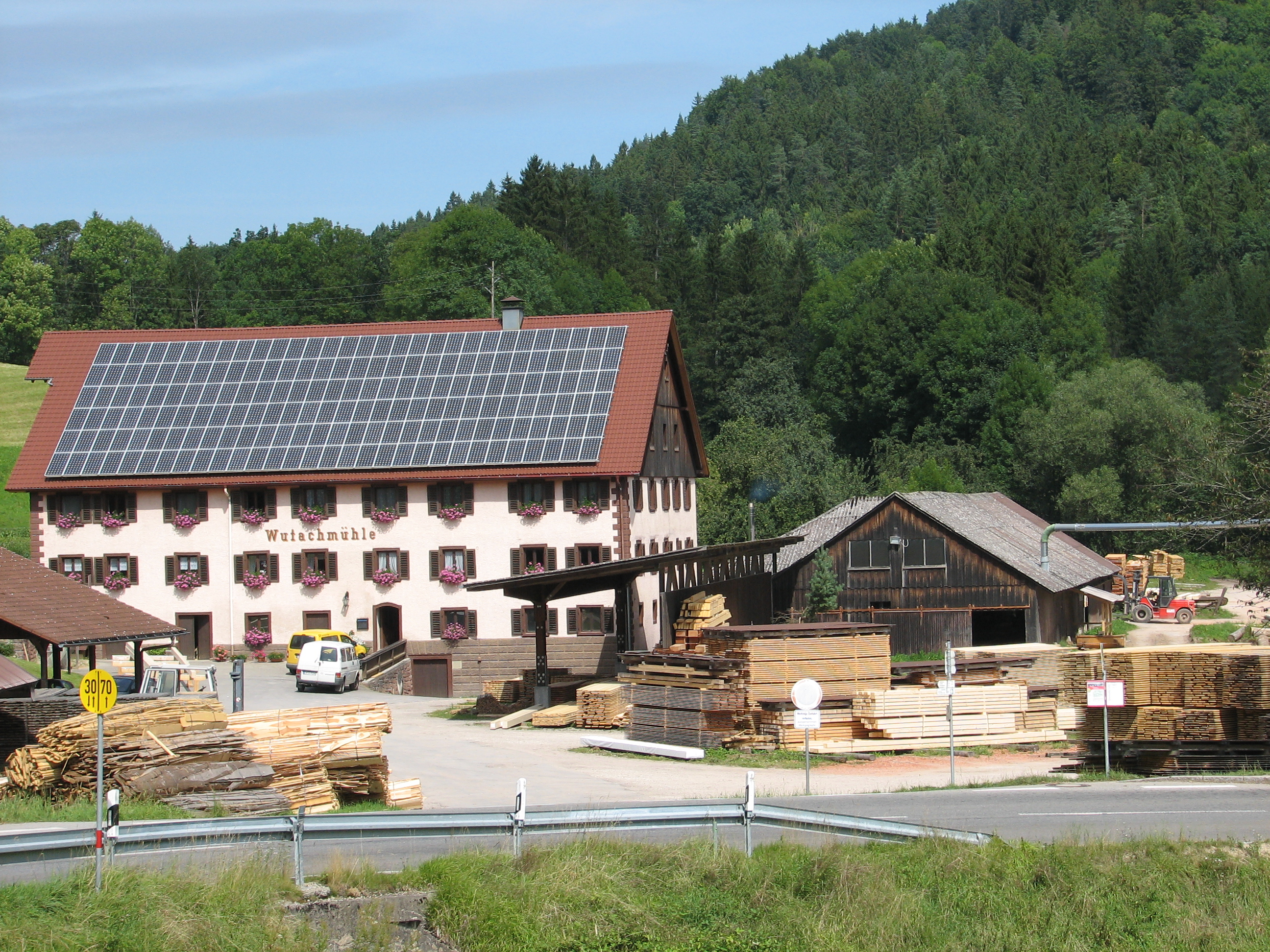
Wutachmühle

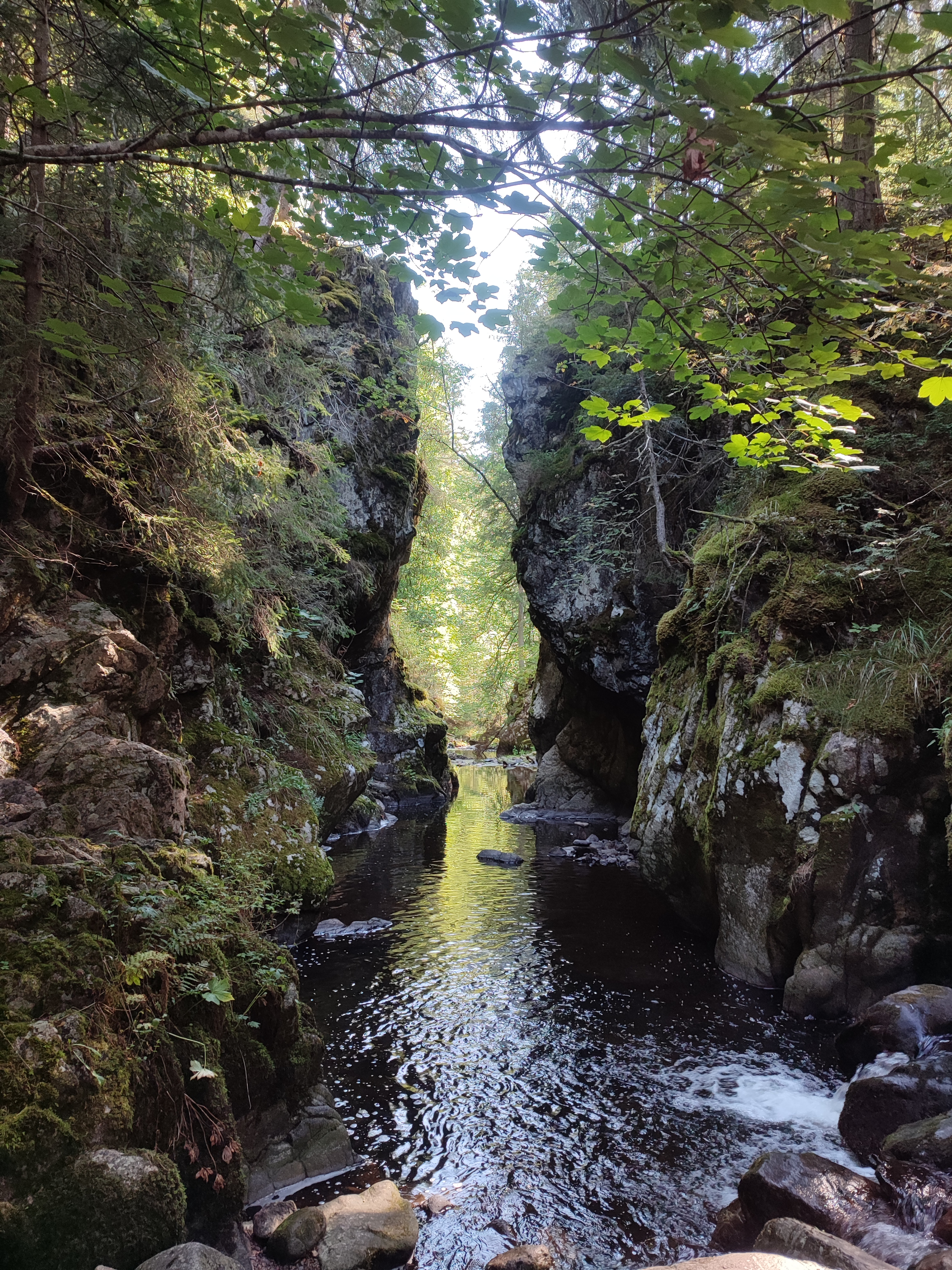
Rechenfelsen

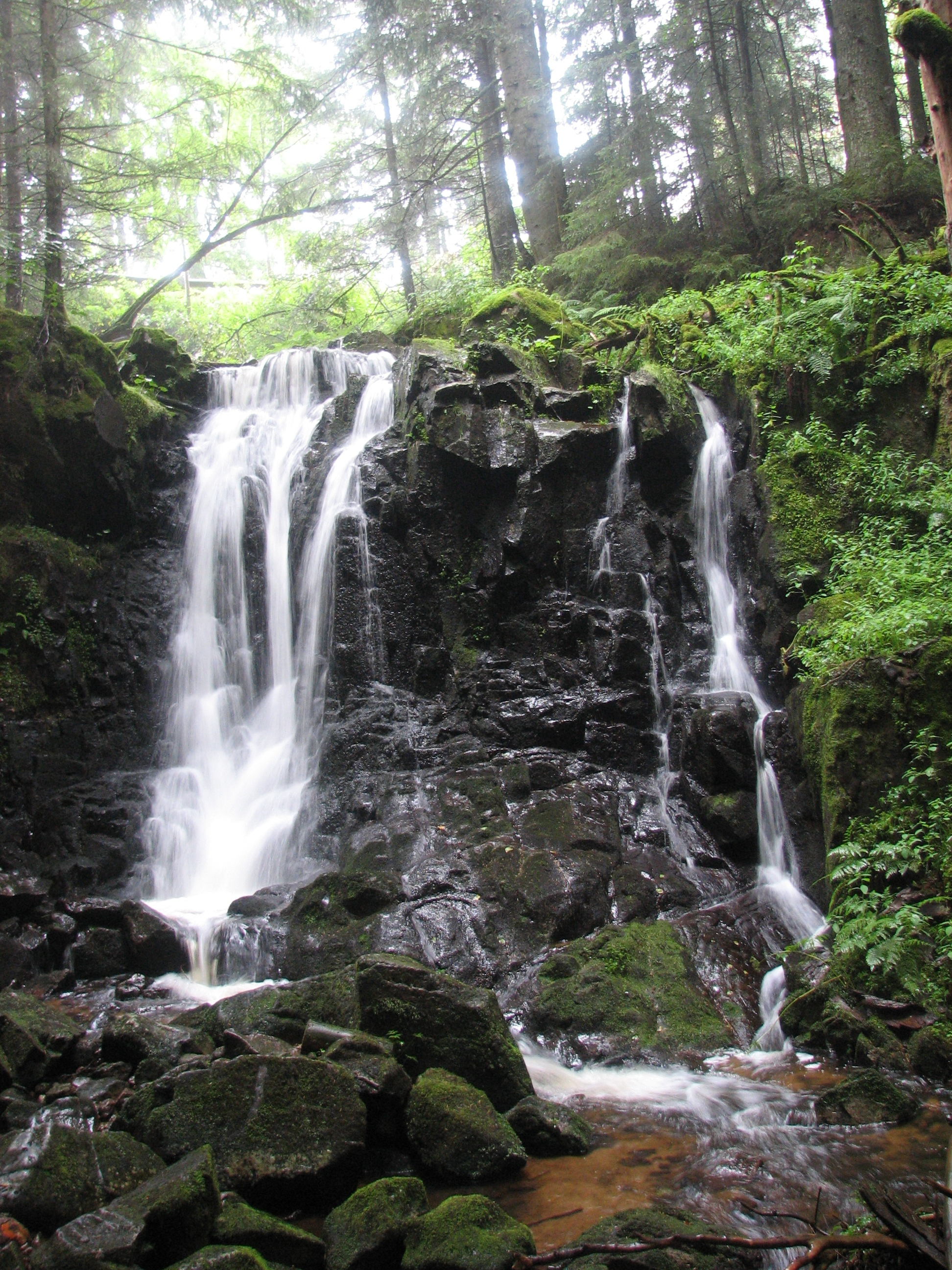
Windbergwasserfall

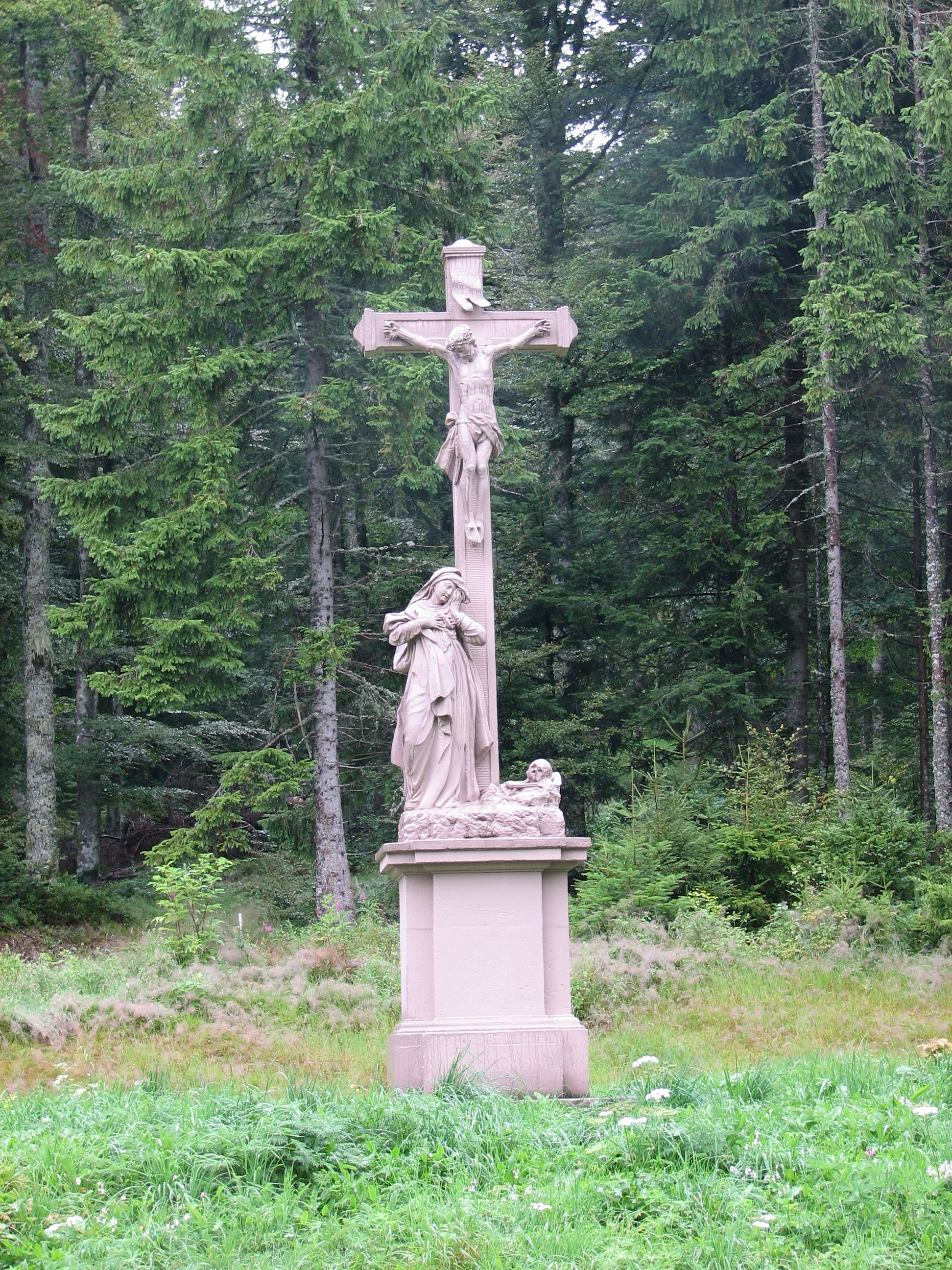
Ibacher Kreuz

- Distanz: 18,7 Kilometer
- Gehzeit: ca. 5,5 Stunden
- Schwierigkeit: schwer

| Ort/Sehenswürdigkeit        | Strecke (km) | Höhe (m ü. NHN) | Weitere Informationen                                                                                               |
| --------------------------- | ------------ | --------------- | --- |
| Stühlingen                  | 0,0          | 456             | Kreuzung mit dem Ostweg Pforzheim–Schaffhausen Bauern- und Bulldogmuseum                                            |
| Talbahnhof Weizen           | 4,0          | 471             | Bahnhof der als Sauschwänzlebahn bezeichneten und als Museumsbahn betriebenen Wutachtalbahn Kreuzung mit dem Ostweg |
| Gasthaus Wutachschlucht     | 4,0          | 501             | Haltepunkt Lausheim-Blumegg der Wutachtalbahn (Sauschwänzlebahn)                                                    |
| Aussichtspunkt Wutachflühen | 4,0          | 621             | |
| Ottilienhöhe                | 3,0          | 800             | Kreuzung mit dem Querweg Freiburg–Bodensee                                                                          |
| Buchberg                    | 1,0          | 880             | |
| Blumberg                    | 3,0          | 704             | Kreuzung mit dem Ostweg Kreuzung mit dem Querweg Freiburg–Bodensee                                                  |

#### Wegbeschreibung

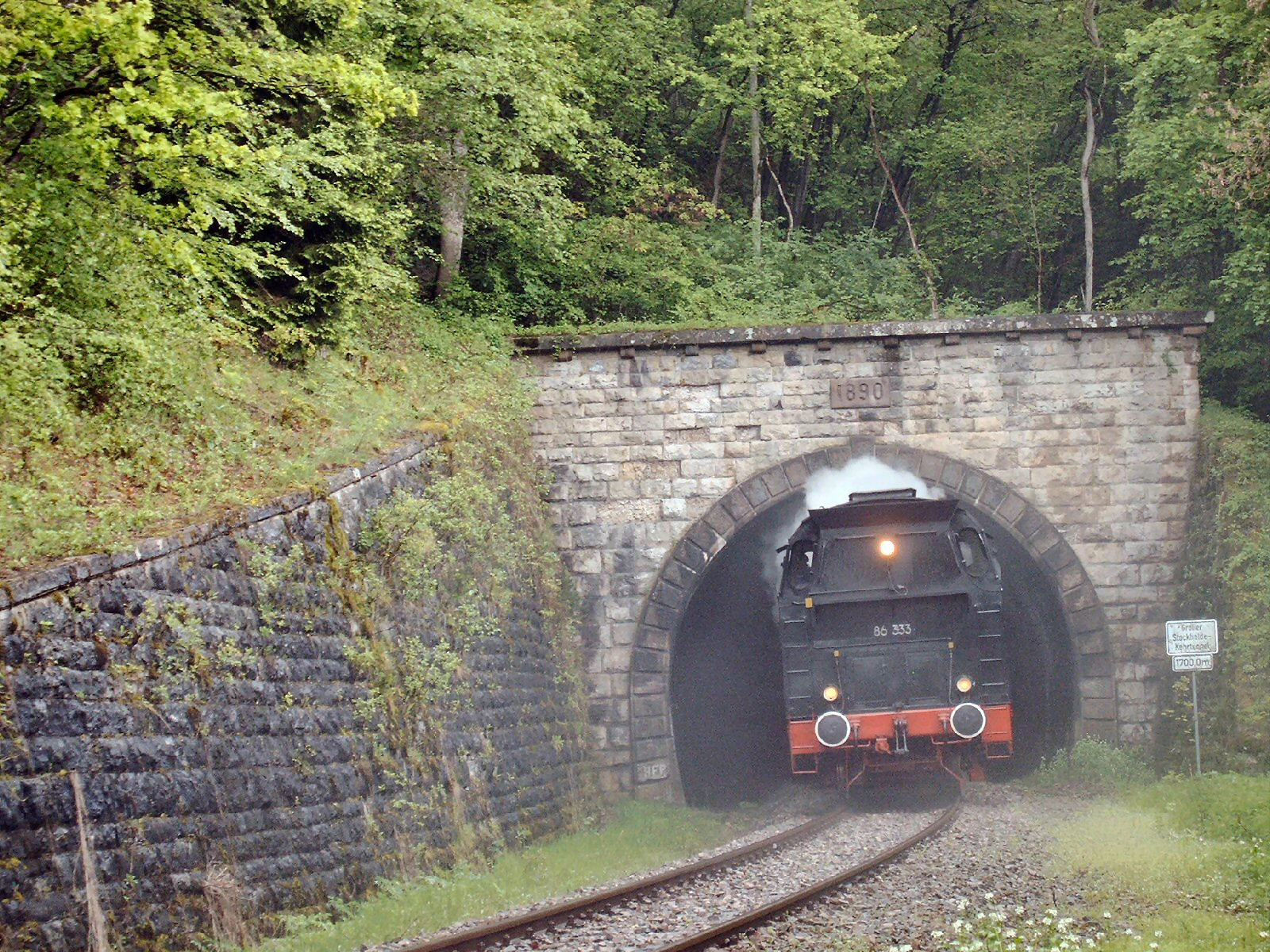
Wutachtalbahn: Stockhalde-Kreiskehrtunnel bei Grimmelshofen

Der Schluchtensteig beginnt am Bahnhof in Stühlingen an der deutsch-schweizerischen Grenze. Am Ortsausgang bei Oberwiesen trennt sich der Weg vom Ostweg Pforzheim–Schaffhausen, der abseits der Wutach zum Bahnhof Weizen führt. Der Schluchtensteig biegt nach rechts ab und verläuft entlang der Wutach zum Bahnhof Weizen, dem Talbahnhof, der als Sauschwänzlebahn bezeichneten und heute nur noch als Museumsbahn genutzten Wutachtalbahn. Ab dem Bahnhof verlaufen der Schluchtensteig und der Ostweg auf derselben Strecke. Am Gasthaus Wutachschlucht beim ehemaligen Haltepunkt der Wutachtalbach Lausheim-Blumegg nahe beim Stühlinger Teilort Grimmelshofen führt die Wanderung in die Wutachschlucht hinein. Bei der Eisenbahnbrücke wird die Wutach überquert. Danach führt der Weg als schmaler Pfad langsam bergauf durch das Naturschutzgebiet Wutachflühen vorbei am Mannheimer Felsen und dem Sturzdobel bis zum Aussichtspunkt Wutachflühen, wo sich kurz davor der Ostweg und der Schluchtensteig trennen. Vorbei an einem Wanderparkplatz führt die Strecke kurz auf der Kreisstraße 5742 unter der Bahnlinie hindurch und dann nach links weg von der Straße hinauf zur Ottilienhöhe, wo der Weg auf den Querweg Freiburg–Bodensee trifft. Danach geht es weiter bergauf bis zum Gipfel des Buchbergs (offene Schutzhütte). Von dort führt die Wanderung zunächst steil bergab Richtung Blumberg, das über die Friedhofstraße erreicht wird.

### Zweite Etappe: Blumberg – Schattenmühle

#### Übersicht
- Distanz: 20,2 Kilometer
- Gehzeit: ca. 6,5 Stunden
- Schwierigkeit: mittel

| Ort/Sehenswürdigkeit         | Strecke (km) | Höhe (m ü. NHN) | Weitere Informationen                                                                                            |
| ---------------------------- | ------------ | --------------- | --- |
| Blumberg                     | 0,0          | 704             | |
| Achdorf                      | 2,5          | 540             | Teilort von Blumberg Kreuzung mit dem Ostweg Kreuzung mit dem Querweg Freiburg–Bodensee                          |
| Aselfingen                   | 1,0          | 540             | |
| Wutachbrücke                 | 0,5          | 540             | |
| Wutachmühle                  | 4,0          | 570             | |
| Gauchachmündung              | 1,0          | 580             | |
| Wutach-Versickerung          | 4,0          | 600             | |
| Schurhammerhütte             | 1,0          | 610             | Die offene Schutzhütte ist benannt nach Hermann Schurhammer, dem Initiator des Naturschutzgebiets Wutachschlucht |
| Ehemaliges Kurhotel Bad Boll | 3,0          | 620             | |
| Dietfurt-Brücke              | 1,0          | 634             | |
| Schattenmühle                | 3,0          | 659             | Gasthof |

#### Wegbeschreibung

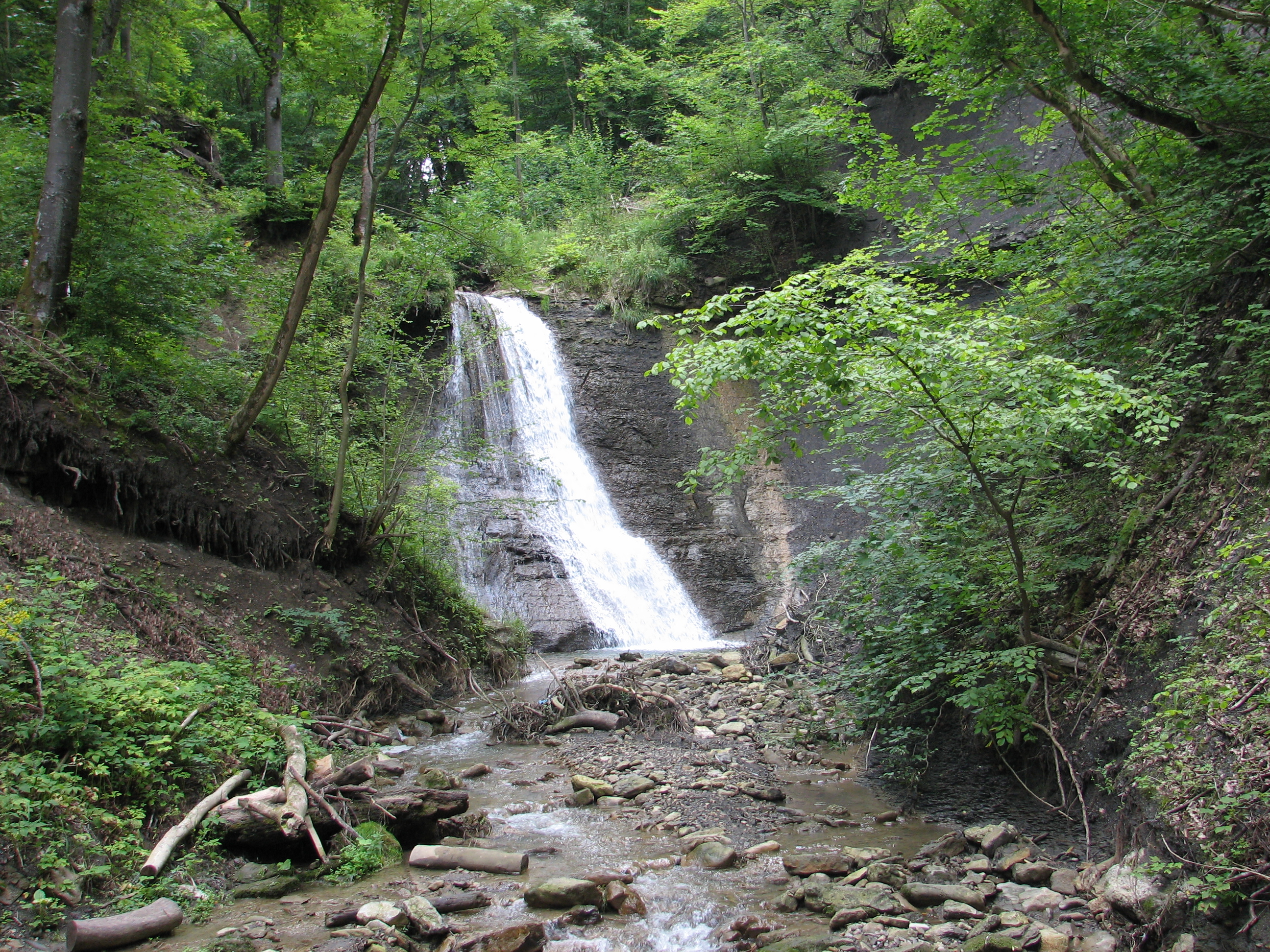
Schleifenbach bei Blumberg

In Blumberg trennt sich der Schluchtensteig vom Querweg Freiburg–Bodensee. Er führt zum Teil über Treppen und Leitern durch die kleine Schlucht des Schleifenbachs an einem Wasserfall vorbei zurück zur Wutach, die kurz vor Achdorf wieder erreicht wird. In Achdorf kreuzt sich der Weg erneut mit dem Ostweg und dem Querweg Freiburg–Bodensee. Von Achdorf bis zur Wutachmühle ist das Tal breit. Bis Aselfingen verläuft der Schluchtensteig rechts der Wutach, während der Querweg links der Wutach ausgeschildert ist. Kurz hinter Aselfingen bei der Wutachbrücke kommen beide Wege wieder zusammen und verlaufen dann gemeinsam links der Wutach. Die Wutachmühle, die nach etwa vier Kilometern erreicht wird, ist heute nur noch ein Sägewerk. Der ehemalige Gasthof ist unbewirtschaftet; am Waldparkplatz auf der anderen Seite der Wutach befindet sich allerdings ein Kiosk. Ab der Wutachmühle wird das Tal wieder eng und schluchtartig. Der Weg führt vorbei an der Gauchachmündung, bei der der Fluss auf einer überdachten Holzbrücke überquert werden kann. Der Schluchtensteig bleibt aber zunächst links der Wutach, wechselt aber nach dem Wutachaustritt auf die rechte Flussseite, bevor er am Rümmelesteg wieder zurück auf die linke Flussseite geht. Am Wutachaustritt fließt das knapp drei Kilometer flussaufwärts versickernde Wasser wieder aus dem Berg. Nach der Wutachversickerung geht der Weg weiter durch die enge Schlucht vorbei an der Schurhammerhütte und weiter zum ehemaligen Hotel Bad Boll, das 1992 abgerissen wurde. Die ehemalige Kapelle ist noch vorhanden. Weiter führt die Wanderung beim ehemaligen Dietfurt-Hof über die Dietfurt-Brücke bis zur Schattenmühle.

### Dritte Etappe: Schattenmühle – Oberfischbach

#### Übersicht
- Distanz: 18 Kilometer
- Gehzeit: ca. 6,5 Stunden
- Schwierigkeit: schwer

| Ort/Sehenswürdigkeit       | Strecke (km) | Höhe (m ü. NHN) | Weitere Informationen                                                                               |
| -------------------------- | ------------ | --------------- | --------------------------------------------------------------------------------------------------- |
| Schattenmühle              | 0,0          | 0.659           | |
| Eingang zur Lotenbachklamm | 0,0          | 0.660           | |
| Räuberschlössle            | 2,5          | 0.720           | |
| Flusskraftwerk Stallegg    | 2,0          | 0.702           | |
| Rötenbachmündung           | 1,0          | 0.715           | |
| Haslachmündung             | 1,5          | 0.720           | Zusammenfluss von Haslach und Gutach zur Wutach                                                     |
| Rechenfelsen               | 1,5          | 0.              | |
| Bahnhof Kappel-Grünwald    | 1,5          | 0.807           | Ehemaliger Bahnhof der 1976 stillgelegten Haslachtalbahn Kreuzung mit dem Querweg Freiburg–Bodensee |
| Lenzkirch                  | 4,0          | 0.808           | Kreuzung mit dem Mittelweg Pforzheim–Waldshut                                                       |
| Fischbacher Höchst         | 4,5          | 1.110           | |
| Oberfischbach              | 0,5          | 1.045           | Teilort von Schluchsee                                                                              |

#### Wegbeschreibung
Bei der Schattenmühle befindet sich der Eingang zur Lotenbachklamm. Der Schluchtensteig geht allerdings rechts im Wald den Hang hinauf und dann ein Stück außerhalb der Schlucht zum Talrand empor. Die Schlucht wird bald darauf beim Räuberschlössle wieder erreicht, einem Felsen über der Wutach, auf dem sich im 14. Jahrhundert die Burg Neu-Blumegg befand. Die Wutach fließt zirka zwei Kilometer dahinter nach der Stallegger Brücke über die Staustufe des Flusskraftwerks Stallegg. Dieses Kraftwerk ist das älteste Flusskraftwerk in Baden. Es produzierte von 1889 bis 1979 Strom und wurde 2000 wieder reaktiviert. Danach geht es vorbei an der Mündung des Rötenbachs zur Mündung der Haslach. Ab der Haslachmündung wird die Wutach als Gutach bezeichnet. Noch einmal überquert eine Brücke die Wutach (Gutach), bevor der Weg das Wutachtal verlässt und weiter in die Haslachklamm führt. Über den Rechenfelsen und den Höllochfelsen erreicht der Weg die Trasse der 1976 stillgelegten ehemaligen Haslachtalbahn, auf der es weiter Richtung Lenzkirch geht. Unterhalb von Kappel hinter dem ehemaligen Bahnhof Kappel-Grünwald trennt sich der Schluchtensteig vom Querweg Freiburg–Bodensee. Der Schluchtensteig verlässt dahinter die ehemalige Bahnstrecke und führt entlang des Mühlenbachs durch einen Tunnel unterhalb der Bahnstrecke wieder hinab zur Haslach. Danach geht es wieder hoch und noch einmal über die ehemalige Bahnstrecke hinweg zur Lochmühle und weiter nach Lenzkirch. Ab Lenzkirch verläuft der Schluchtensteig durch den Geopark ein kurzes Stück auf derselben Strecke wie der Mittelweg Pforzheim–Waldshut. Danach geht die Wanderung unterhalb des Stöcklebergs und weiter durch das Schwendetal vorbei an der Cyriakkapelle zum Schluchseer Teilort Oberfischbach.

### Vierte Etappe: Oberfischbach – St. Blasien

#### Übersicht
- Distanz: 20 Kilometer
- Gehzeit: ca. 6,5 Stunden
- Schwierigkeit: mittel

| Ort/Sehenswürdigkeit  | Strecke (km) | Höhe (m ü. NHN) | Weitere Informationen                                                                      |
| --------------------- | ------------ | --------------- | ------------------------------------------------------------------------------------------ |
| Oberfischbach         | 0,0          | 1.045           | Teilort von Schluchsee                                                                     |
| Bildstein             | 3,0          | 1.134           | Aussichtspunkt                                                                             |
| Aha                   | 1,5          | 0.936           | Teilort von Schluchsee                                                                     |
| Unterkrummenhof       | 3,5          | 0.946           | Gasthaus                                                                                   |
| Ehemalige Krummensäge | 2,0          | 1.065           |                                                                                            |
| Krummenkreuzbrunnen   | 1,5          | 1.150           |                                                                                            |
| Muchenland            | 1,0          | 0.              | Teilort von Schluchsee                                                                     |
| Wittemlehütte         | 1,5          | 1.102           |                                                                                            |
| Blasiwald-Althütte    | 1,5          | 1.088           | Kreuzung mit dem Mittelweg Pforzheim–Waldshut Teilort von Schluchsee St. Pantaleonskapelle |
| Sandgrube             | 1,0          | 1.080           |                                                                                            |
| Windberghütte         | 1,5          | 0.850           |                                                                                            |
| Windberg-Wasserfall   | 0,5          | 0,835           |                                                                                            |
| St. Blasien           | 1,5          | 0.770           |                                                                                            |

#### Wegbeschreibung

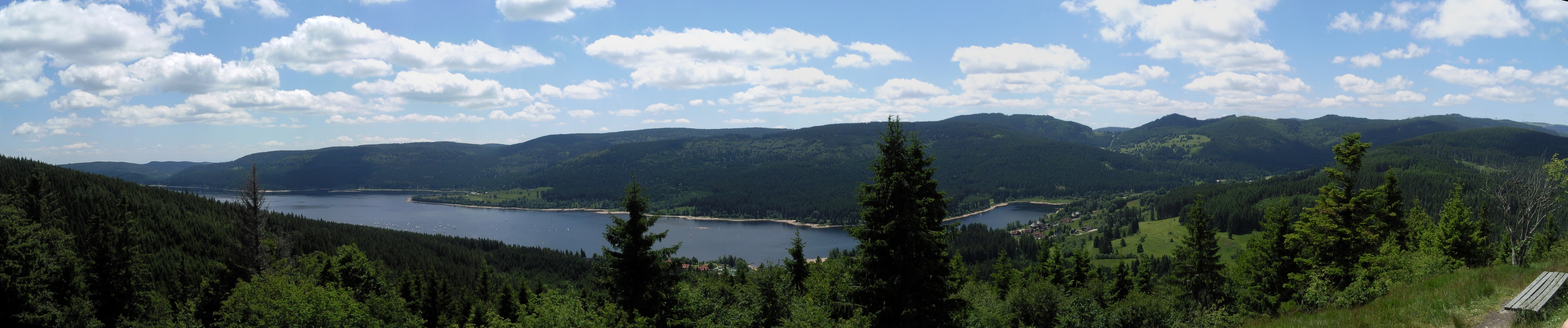
Blick vom Bildstein auf den Schluchsee

In Oberfischbach führt der asphaltierte Bildsteinweg vom Haus des Gastes hoch zum Waldrand und danach weiter durch den Wald über den Kohlplatz zum Bildstein. Von dort geht es im Zick-Zack hinunter zum Schluchsee, der bei Aha erreicht wird. Dort unterquert der Weg zunächst die Bahnlinie der Dreiseenbahn und dann die Bundesstraße 500, bevor er das Ufer des Sees erreicht. Der Weg biegt nach rechts ab und führt am Seeufer entlang zum Unterkrummenhof auf der anderen Seite des Sees. Danach führt die Strecke durch den Wald auf dem Muchenländerweg über die ehemalige Krummensäge, vorbei am Krummenkreuz (1.148 m, höchster Punkt der Tour) und zwischen dem Oberen und Unteren Habsberg hindurch nach Muchenland. Kurz vor der Wittemlehütte biegt der Weg links ab zum Rastplatz Pfaffenbrünnle und führt auf einem Waldwirtschaftsweg und über Almwiesen hinab nach Althütte. Bei diesen Almwiesen ist Vorsicht geboten, da die Almen mit Elektrozäunen umgeben sind, der Schluchtensteig wird mit Hilfe von schmalen, hölzernen Furten durch die Zäune hindurch geführt. In Althütte trifft der Steig erneut auf den Mittelweg und verläuft für zirka einen Kilometer auf derselben Strecke mit ihm. Weiter geht es bergab vorbei an der Sandgrube, dann gabelt sich der Weg in einen langen, etwas weniger steilen und einen kurzen, aber sehr steilen Weg, den Alten Blasiwälder Weg, bergab bis zur Windbergschlucht, von dort geht es in das Tal der Alb bis zur Stadt St. Blasien, die über die Friedrichstraße und die Albstraße erreicht wird.

### Fünfte Etappe: St. Blasien – Todtmoos

#### Übersicht
- Distanz: 18,8 Kilometer
- Gehzeit: ca. 6,5 Stunden
- Schwierigkeit: schwer

| Ort/Sehenswürdigkeit | Strecke (km) | Höhe (m ü. NHN) | Weitere Informationen |
| -------------------- | ------------ | --------------- | --------------------- |
| St. Blasien          | 0,0          | 0.770           |                       |
| Schwandbrünnele      | 1,0          | 0.885           |                       |
| Lehenkopf            | 1,5          | 1.039           | Aussichtsturm         |
| Rüttewies            | 1,5          | 1.010           | Teilort von Dachsberg |
| Horbach              | 1,5          | 0.990           | Teilort von Dachsberg |
| Klosterweiher        | 0,5          | 0.950           | Ehemaliger Gasthof    |
| Wehraquelle          | 9,0          | 1.060           |                       |
| Ibacher Kreuz        | 1,0          | 1.055           |                       |
| Hochwehraschlucht    | 0,5          | 820–1.030       |                       |
| Todtmoos             | 0,5          | 0.802           | Heimatmuseum          |

#### Wegbeschreibung

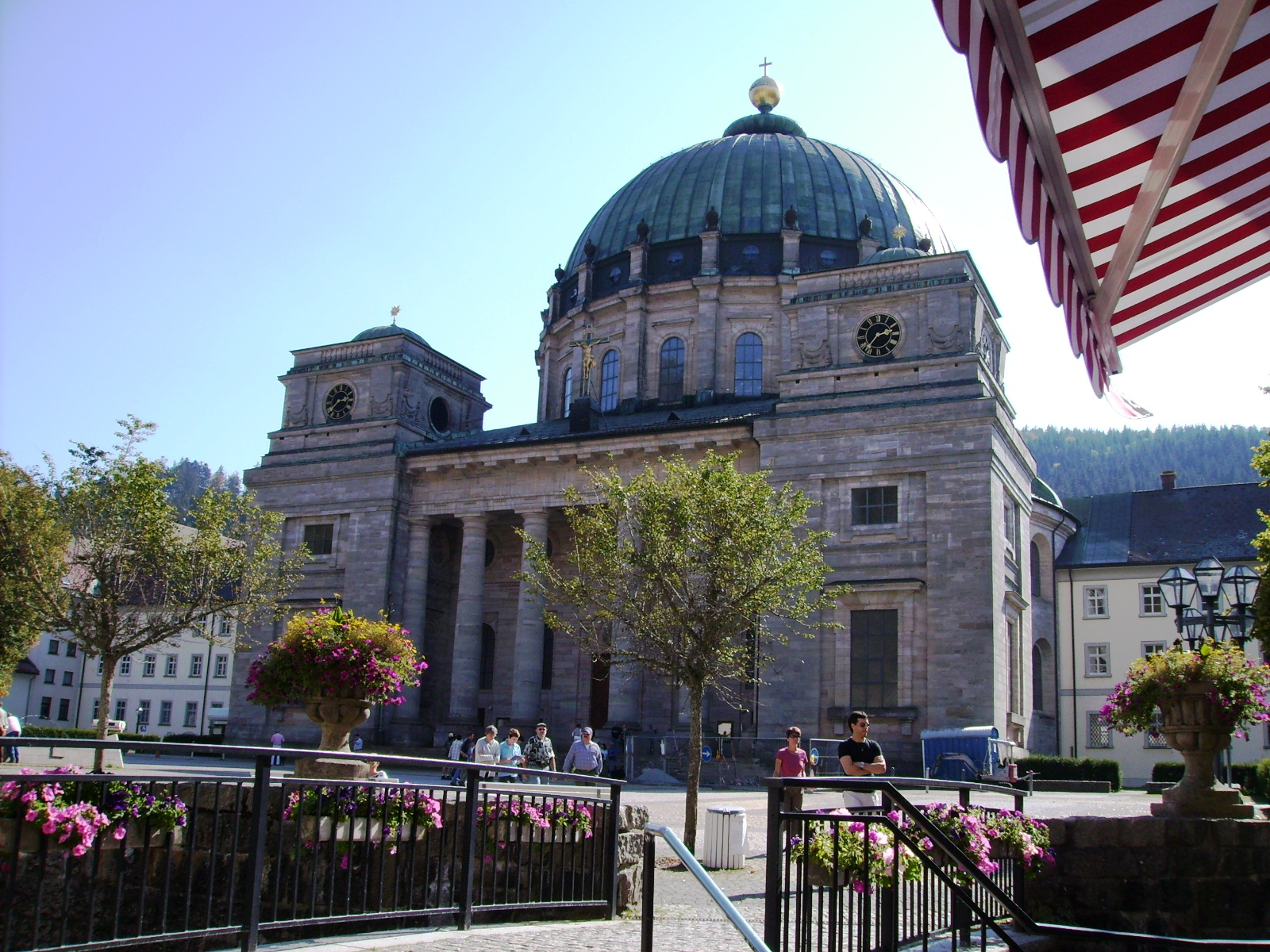
Dom zu St. Blasien

St. Blasien wird durch den Kurgarten verlassen. Von dort führt die Wanderung zum Lusthausfelsen. Beim Schwandbrünnele biegt der Weg links ab und führt weiter zum Aussichtsturm auf dem Lehenkopf. Von dort führt die Strecke über Rüttewies, wo die Kreisstraße 6527 überquert wird, und Horbach zum Klosterweiher. Vom Gasthof Klosterweiher geht es bergauf zur Friedrich-August-Grube, die heute als Spielbergwerk und Naturschutzgebiet genutzt wird. Nachdem die Kreisstraße 6525 überquert wurde, geht es weiter an Oberibach vorbei. Bald darauf erreicht der Weg die Landesstraße 150 und geht etwa 500 Meter an der Straße entlang. Nachdem der Weg an der Einmündung der Kreisstraße 6525 die Straße wieder verlassen hat, verläuft die Strecke an einem Gedenkstein für die Waldflurbereinigung und an der Wehraquelle vorbei, die ein Stück abseits des Wegs liegt, zum Ibacher Kreuz. Dort wird die Landesstraße 150 überquert und die Wanderung führt weiter durch das obere Tal der Wehra bergab nach Todtmoos, das über die St.-Blasier-Straße erreicht wird.

### Sechste Etappe: Todtmoos – Wehr

#### Übersicht
- Distanz: 22,9 Kilometer
- Gehzeit: ca. 7,5 Stunden
- Schwierigkeit: schwer

| Ort/Sehenswürdigkeit | Strecke (km) | Höhe (m ü. NHN) | Weitere Informationen                                          |
| -------------------- | ------------ | --------------- | -------------------------------------------------------------- |
| Todtmoos             | 0,0          | 802             | Heimatmuseum                                                   |
| Schwarzenbach        | 4,0          | 860             | Teilort von Todtmoos                                           |
| Zumkeller-Säge       | 2,5          | 695             | Sägewerk                                                       |
| Au                   | 1,0          | 690             | Teilort von Todtmoos                                           |
| Wehratalbrücke       | 6,0          | 593             |                                                                |
| Wehra-Stausee        | 6,0          | 420             | Kreuzung mit dem Hotzenwald-Querweg Weg über die Staumauer     |
| Wehr                 | 3,5          | 366             | Kreuzung mit dem Hochrhein-Querweg Textil- und Industriemuseum |

#### Wegbeschreibung

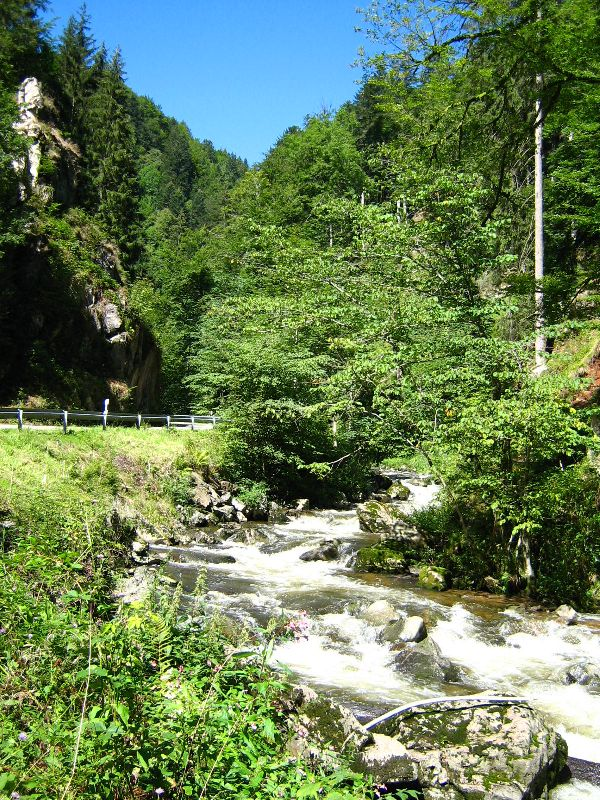
Wehra

Von Todtmoos aus führt der Schluchtensteig vorbei an der Wehrawald-Klinik über den Weiherweg zum Teilort Schwarzenbach. Von dort verläuft die Strecke über den alten Hornweg hinab zur Zumkeller-Säge. Dort wird die Landesstraße 148 überquert und der Schluchtensteig trifft wieder auf die Wehra und vereinigt sich mit dem Wehratalweg. Kurz danach biegt der Weg zuerst links und dann gleich wieder rechts ab und führt auf einem naturbelassenen Pfad vorbei an einem Wildgehege bis nach Todtmoos-Au. Hinter Au biegt die Strecke links ab in den Schwandhaldenweg. Das Tal wird hier eng und schluchtartig. Die Strecke geht zunächst außerhalb der Schlucht bergauf bis zu einer Spitzkehre und danach wieder bergab auf einen schmalen Pfad oberhalb der Wehra am Berghang entlang. Ein naturbelassener Pfad führt entlang eines Bachlaufes steil hinab bis zur Landesstraße 148. Dort werden die Wehra über eine alte steinerne Brücke sowie die Straße überquert. Der Weg steigt dann auf der anderen Seite wieder steil nach oben an. Durch den Wald weit oberhalb der Wehra verläuft der Weg weiter am Ausblick zur Felsenhütte auf der anderen Schluchtseite vorbei, bevor er wieder hinab zum Wehra-Stausee führt. Vor dem Stausee kommt der Weg mit dem Hotzenwald-Querweg zusammen. Er überquert die Staumauer und führt weiter am Fluss entlang bis nach Wehr.